# Cartulaires de Valpuesta
Les Cartulaires de Valpuesta sont une série de documents du XIIe siècle, qui sont parfois des copies de documents plus anciens, dont certains remonteraient au IXe siècle, même si leur authenticité fait parfois débat. Ils sont écrits en un latin très tardif, qui laisse transparaître quelques éléments linguistiques propres à un dialecte roman hispanique correspondant au castillan. Ces cartulaires sont cités (notamment dans le préambule des statuts de l'autonomie de Castille-et-León), avec la Nodicia de Kesos, comme les documents les plus anciens témoignant de la naissance de la langue castillane, antérieurement même aux Glosas Emilianenses.
La localité de Valpuesta se trouve dans la province de Burgos.

## Caractérisation
Les Cartulaires de Valpuesta, appelés «Gothiques» et «Gallicans» (dont la dernière copie date de 1236), sont des documents latins afférents au Monastère de Santa María de Valpuesta, concernant une période allant des années 804 à 1200, année à partir de laquelle apparaissent les premiers textes écrits pleinement en castillan. Ces documents latins laissent percevoir des éléments linguistiques de la langue romane parlée dans cette zone pendant une période allant du XIe au XIIe siècle.
Quelques traits romans du texte latin des Cartulaires :
1. Diphtongaison du e et du o brefs latins : pielle (PELLE), fueros (FOROS)
2. Perte de voyelles atones intérieures : Elcedo (<ELICETUM), fresno (<FRAXINUM)
3. Sonorisation de consonnes sourdes intervocaliques latines: Cabezas (<CAPITIA), montadgo (<MONTATICUM)
4. Développement de consonnes palatales y sifflantes à partir de groupes consonantiques latins avec yod : poço (<PUTEO), Spelio/Spegio (<SPECULUM), vinga/vineis (<VINEA)
5. Disparition du système latin de déclinaison, en faveur de l'usage de l'accusatif pour toute fonction syntaxique, et développement des prépositions de remplacement.
6. Formation du pluriel roman en -s: sos sobrinos
7. Évolution de l'article à partir du démonstratif latin ILLE: Illa Torka
8. Formes verbales fiço, dono ('donó'), es, pertenez, ba, son
9. Ordonnancement roman des structures oratoires : sujet + verbe + compléments du verbe, au détriment de la position normale finale du verbe en latin.

Outre ces éléments communs à différentes langues ibéro-romanes, figurent des caractérisations du castillan du XIIIe siècle qui justifient l'appellation de protoroman castillan :
1. Absence de diphtongaison devant le yod
2. Absence de variantes pour les diphtongues ie et ue (surtout en ie)
3. déduction de la diphtongueie devant les palatales (novillo au lieu de noviello)
4. Réduction de diphtongues décroissantes (carrera à la place de carreira)
5. Perte du F- initial (Heliz au lieu de Felix)
6. Évolution prépalatale du groupe -LY- (graphies <gi>, <g>, <i>; paregios 'pares, parejos' <*PARICULUM, au lieu de la palatale latérale parellos)
7. Évolution affricative du groupe -SCY- en c (graphies <z>, <ç>, açadon au lieu de axadon)
8. Palatalisation de -KT- en ch (graphies <g>, <gi>, <x>, Fontetegia —Fontecha— au lieu de teita <TECTA)

À la vue de ces différents traits, Emiliana Ramos arrive à la conclusion que «les documents de Valpuesta sont les premiers à donner des éléments linguistiques propres au dialecte castillan primitif».

## Contenu
Les documents regroupent divers manuscrits, copies d'archives de la couronne de Castille, d'archives épiscopales, de monastères, qui traitent de donations, jugements, ventes, et autres types de contrats. Les plus anciens datent des années 804, 844, 864 et 875.
Il y a deux cartulaires de même contenu :
- Le plus ancien reçoit le nom de gothique car écrit en grande partie en écriture wisigothique.
- L'autre, plus récent, reçoit le nom de gallican, car écrit en lettre gallicane, aussi appelée minuscule caroline. C'est une copie du gothique écrite en l'an 1236 par Rodrigo Pérez de Valdivielso, chanoine de Valpuesta.

Les textes sont les mêmes, mais le gallican latinise quelques expressions castillanes du gothique.

## Édition des cartulaires
Ces documents furent publiés pour la première fois par l'hispaniste français Luciano Barrau-Dihigo ("Chartes de l´église de Valpusta du IXe  au  XIe siècle") dans la prestigieuse Revue hispanique (es) en 1900, limitant son édition aux documents datant de la période allant de 804 à 1087. Plus tard, en 1970, María Desamparados Pérez Soler publie une autre édition des Cartulaires de Valpuesta assez proche de celle de Barray-Dihigo.
Le franciscain Saturnino Ruiz de Loizaga, paléographe des Archives du Vatican, est un chercheur spécialiste en l'étude et la diffusion des manuscrits valpuestains, et publie en 1995 "Los cartularios Gótico y Galicano de Santa María de Valpuesta (1096-1140)", intégrant les documents (de 1090 à 1200) ne figurant pas dans l'édition de Barrau-Dihigo.

## Crédit de traduction
- (es) Cet article est partiellement ou en totalité issu de l’article de Wikipédia en espagnol intitulé « Cartularios de Valpuesta » (voir la liste des auteurs).